# پیشپورت
پیشپورت (به آلمانی: Piesport) یک شهر در آلمان است که در برنکاستل-ویتلیش واقع شده‌است. پیشپورت ۱٬۹۶۵ نفر جمعیت دارد.